# Wolf-Werner Wolf
Wolf-Werner Wolf (* 26. Juni 1944 in Hiemenhofen; † 24. Mai 2020 in Düsseldorf) war ein deutscher Tänzer, Choreograph, Tanzlehrer und Tanztherapeut.

## Leben und Wirken
Wolf absolvierte von 1963 bis 1968 seine Tanzausbildung an der Folkwang Hochschule in Essen und nahm 1968 an einer Kölner Sommerakademie des Tanzes unter Peter Appel teil. In den Jahren 1968/69 besuchte er mit einem Stipendium des Deutschen Akademischen Austauschdienstes die New Yorker Juilliard School, die Tanzabteilung wurde von Martha Hill geleitet. Einer von Wolfs Lehrern war Antony Tudor. Seine Ausbildung umfasste neben der klassischen Balletttechnik auch Graham- und Limón-Technik.
In der Spielzeit 1970/1971 war Wolf Tänzer beim Cullberg Ballett (Birgit Cullberg) in Stockholm. Die Zusammenarbeit mit Pina Bausch begann bereits während des Studiums an der Folkwangschule, in einer Aufführung des Folkwang Balletts tanzte er im Dezember 1967. Bausch übernahm 1974 die Tanzabteilung des Theaters Wuppertal. Im Januar 1974 erfolgte durch das Tanztheater Pina Bausch die Uraufführung Tanzabend „Fritz“ u. a. mit „Der grüne Tisch“ von Kurt Jooss und „Rodeo“ von Agnes de Mille. Bei einer Aufführung zog sich Wolf eine schwere Knieverletzung zu, sodass er seine Laufbahn als aktiver Bühnentänzer beenden musste.
Wolf arbeitete zunächst weiter am Theater in unterschiedlichen Funktionen, bevor ihn seine Suche nach anderen „Tanz-Wegen“ nach Ägypten führte, wo er sich mit der Tanzwelt der Sufis beschäftigte, sowie nach Indien. In der Zeit von 1976 bis 1980 war er am Staatstheater Kassel Assistent und Ballettmeister unter Ballettdirektor Joel Schnee und erarbeitete zusammen mit René Pegliasco Choreografien für das Ballett des Staatstheaters. Das Stück „… aber wir waschen uns die Hände“ hatte im Februar 1979 Premiere und für eine Ballettmatinee im Juni 1980 choreografierte Wolf ein Tanzdrama „Eines Morgens früh werde ich über die Wiese gehen“ nach Garcia Lorcas Bernada Albas Haus (Quelle Tanzarchiv Köln). 1980 wurde er auch als meistversprechender Nachwuchschoreograph nominiert.
Im Jahr 1979 kam es zu einer Zusammenarbeit mit Werner Schroeter bei dessen erster Opernregie zu Wagners Lohengrin. Diese Zusammenarbeit setzte sich am Schauspielhaus Bochum fort bei einer Inszenierung von Das Käthchen von Heilbronn nach Heinrich von Kleist. 1980 kam es zu einer Zusammenarbeit mit dem Theater am Turm (TAT) in Frankfurt am Main, eine Produktion mit dem Titel Arktis. In den Jahren 1987–1989 unterrichtete Wolf an der Tanzwerkstatt in Düsseldorf. 1988 übernahm er dort das klassische Training. Ab 1983 choreografierte Wolf für ein Laienensemble, das freie Duisburger „Tanztheater 41 DU“, eines dieser Stücke wurde im Rahmen der Duisburger Akzente aufgeführt.
Wolf absolvierte ab 1980 eine Ausbildung zum Tanztherapeuten am Fritz Perls Institut (Europäische Akademie für integrative Therapie) in Hückeswagen (Deutsche Gesellschaft für Tanztherapie e.V., Pulheim – DGT). Von 1986 bis 1991 wirkte er als Dozent bei der „Zukunftswerkstatt Tanz, Musik und Gestaltung gGmbH“ in Duisburg und Düsseldorf in der Ausbildung von (Tanz-)Sozialtherapeuten (Deutscher Fachverband für Sozialtherapeuten e.V. – DFS).
Nach Beendigung seiner tänzerischen Laufbahn war Wolf im therapeutischen und pädagogischen Bereich tätig und eröffnete den Tanzraum Wolf in Düsseldorf-Bilk. Zudem unterrichtete er in Workshops im Tanzhaus NRW, Düsseldorf und an der Folkwang Hochschule in Essen. Das besondere Interesse Wolfs galt dem Ausdruckstanz von Rudolf von Laban und Irmgard Bartenieff (1900–1981), einer Schülerin von Laban, die durch ihre Arbeit mit erkrankten Menschen, insbesondere mit Polio-Patienten ein eigenes System der Bewegungsschulung, die Bartenieff Fundamentals entwickelte. Die Bartenieff Fundamentals und die Bewegungsanalyse nach Laban/Bartenieff waren zentrale Elemente der tanztherapeutischen und tänzerischen Arbeit von Wolf. Ergänzt wurden sie durch die Arbeit von Peggy Hackney, einer langjährigen Schülerin und Begleiterin von Irmgard Bartenieff. Auch knüpfte Wolf an die Grundsätze und Techniken des Modern Dance in der Tradition von Martha Graham  und José Limón an. Zu weiteren praktischen und theoretischen Grundlagen seiner Arbeit gehörte die Ideokinese, basierend auf den bewegungsanalytischen Arbeiten von Mabel Ellsworth Todd (1874–1956).